# Jazgarzewszczyzna
Jazgarzewszczyzna – wieś sołecka w Polsce położona w województwie mazowieckim, w powiecie piaseczyńskim, w gminie Lesznowola. Miejscowość znajduje się w terenie leśnym.
W skład sołectwa Jazgarzewszczyzna wchodzi także wieś Łoziska.

## Historia
W latach 1975–1998 miejscowość administracyjnie należała do województwa warszawskiego.